# Ферреро, Джованни (предприниматель)
Джова́нни Ферре́ро (итал. Giovanni Ferrero; род. 21 сентября 1964 года, Фарильяно, Италия) — итальянский писатель

, предприниматель и миллиардер. После смерти отца и брата возглавил компанию по производству шоколада и различных сладостей Ferrero SpA.

## Биография
Джованни Ферреро родился 2 апреля 1964 году в Италии в семье верующих католиков. Его родители — Мария Франки Фиссоло и Микеле Ферреро — владельцы многонациональной кондитерской корпорации Ferrero. Его отец Микеле Ферреро особенно почитал Мадонну Лурдскую. Так на фабриках и различных представительствах по всему миру зачастую располагаются её статуи.
В 11 лет Джовани вместе с старшим братом Пьетро Ферреро был направлен в Европейскую школу в Брюсселе (англ. European School of Brussels). В то время многие обеспеченные итальянские семьи отправляли своих детей учиться и жить вдали от Италии, опасаясь, что они могут быть похищены. Впоследствии Джовани отправился в США в Колледж Лебанон Вэлли (англ. Lebanon Valley College) в штате Пенсильвания. Там он изучал маркетинг и иные экономические дисциплины.

## Профессиональная деятельность
Официально Микелле Ферреро передал управление компанией своим сыновьям Джованни и Пьетро в 1997 году. Тогда они были назначены на пост генерального директора на двоих то есть стали содиректорами всей компании Ferrero. В свою очередь отец переехал в Монако и возглавил подразделение Ferrero — компанию Soremartec (Societe de recherche de la commercialisation et technique — в переводе с итал. — «Общество исследований в области коммерциализации и техники»). Однако фактически Микеле Ферреро имел решающий голос в принятии всех управленческих решений вплоть до 2014 года. Причиной прекращения его участия в делах компании стало состояние здоровья.
В 2011 году в результате сердечного приступа в ЮАР катаясь на велосипеде умирает старший брат, Джованни Пьетро Ферреро. В феврале 2015 года в возрасте 89 лет скончался Микеле Ферреро. В результате Джовани становится единоличным руководителем Ferrero SpA.
После кончины отца и брата компания Ferrero SpA изменила стратегию введения бизнеса. В июне 2015 года Ferrero SpA приобретает британскую компанию по производству шоколада и сладостей Thorntons за 112 млн фунтов, тогда как ранее компания Ferrero SpA никогда в принципе не осуществляла поглощения. Джованни, отвечая на вопросы журналистов, связанные с данным приобретением, ответил следующим образом: «Десять лет назад семь ведущих компаний нашей отрасли контролировали 35 % оборота. Сейчас на долю пяти крупнейших приходится 60 %. Компании объединяются, так как это единственный способ обзавестись необходимым для роста капиталом. Противиться этому, идти против хода истории — абсурд. Мы, Ферреро, никогда так не поступали. Мой отец начал инвестировать во Францию в 1950-х, когда все компании пытались извлечь максимум из экономического бума в Италии. Он смотрел вперёд».

## Награды
- 29 июля 2011 — Большой крест ордена «За заслуги перед Итальянской республикой».

## Личная жизнь
Женат на Паоле Росси. Двое сыновей.